# Capitol (Bremerhaven)

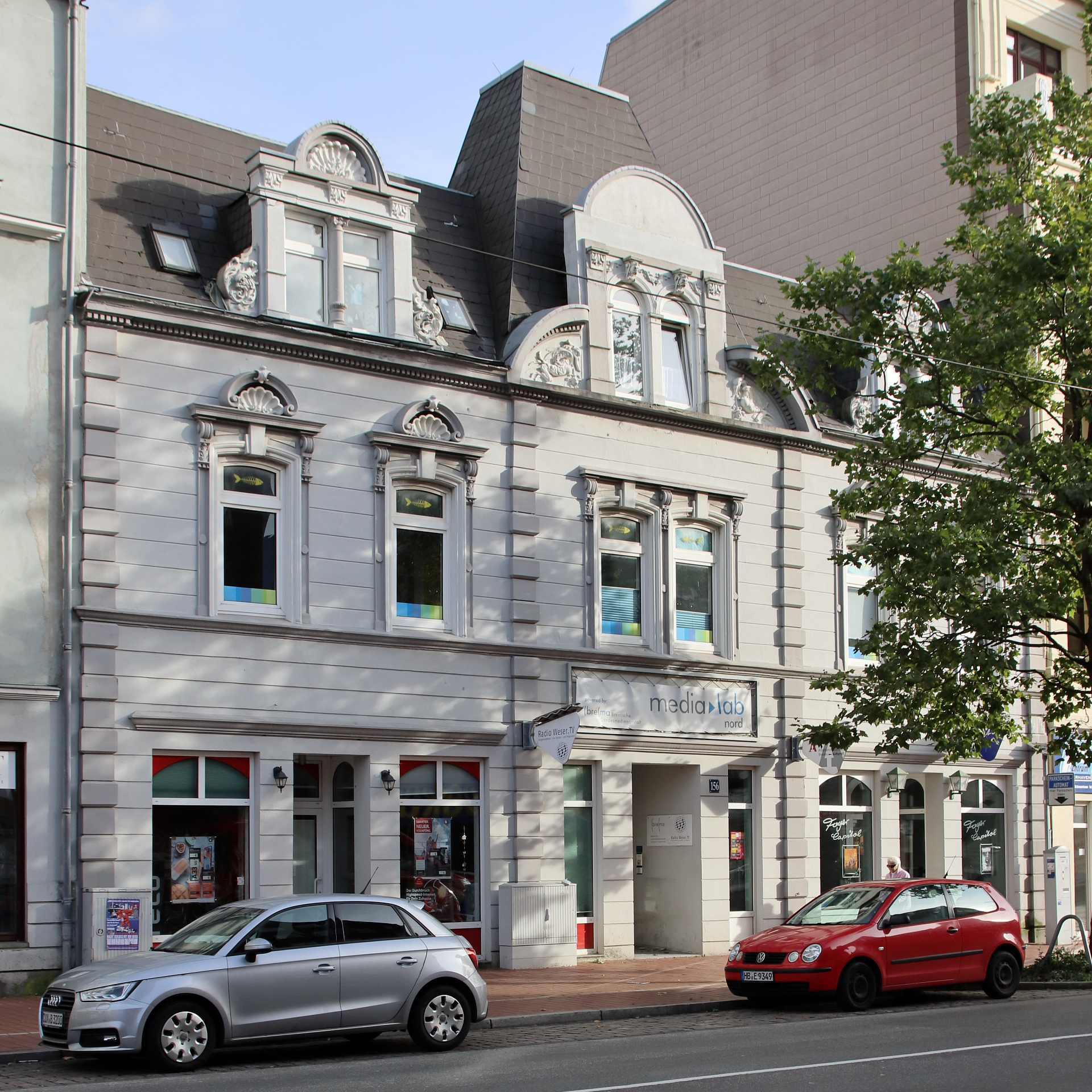
Hafenstraße 156 in Bremerhaven mit dem Capitol

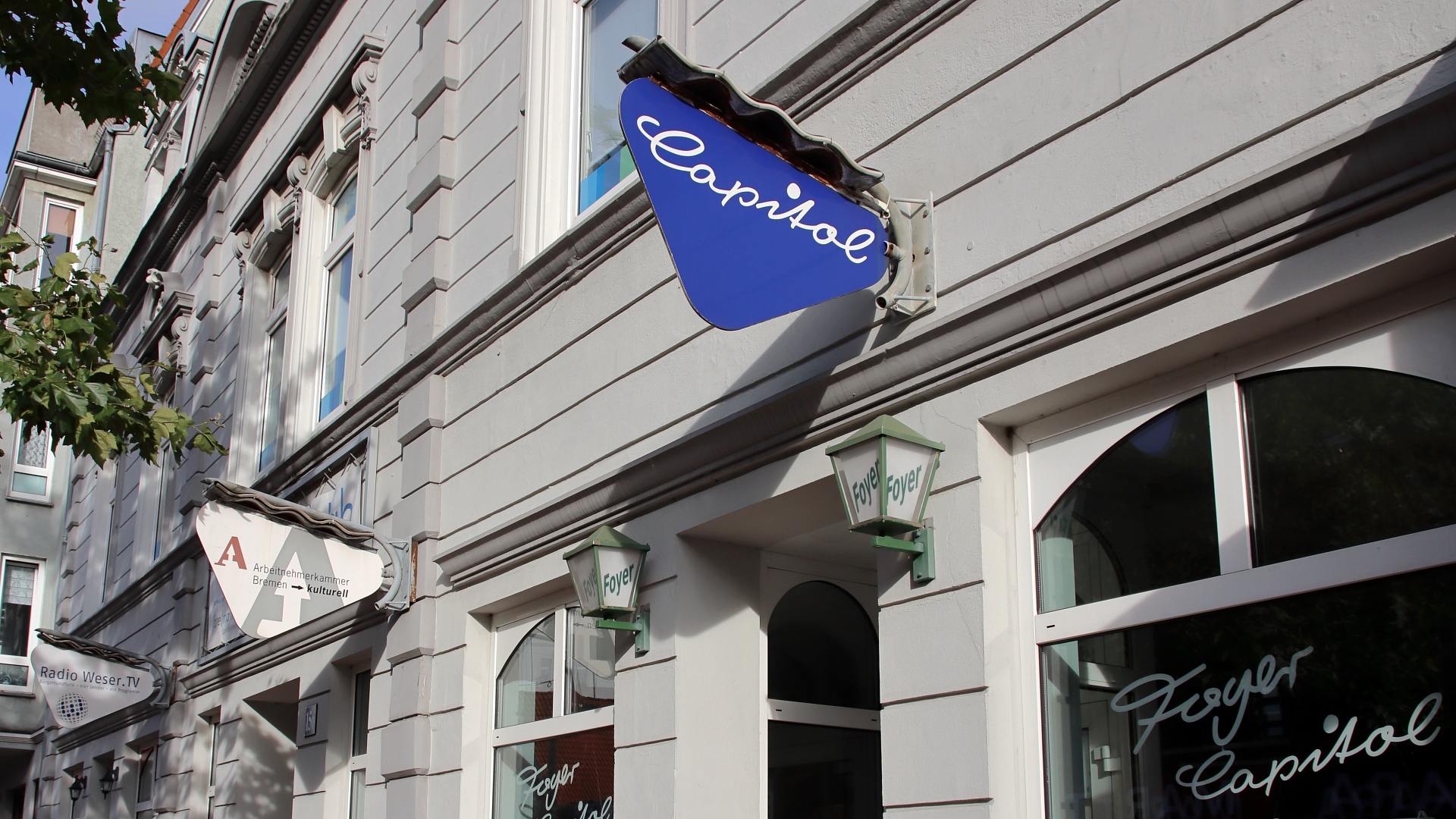
Ausstecker des Capitol an der Hafenstraße 156 in Bremerhaven

Das Capitol in Bremerhaven-Lehe, Hafenstraße 156, ist im weiten Umkreis um Bremerhaven die einzige feste Spielstätte für Kabarett, Satire, Lesungen und politisches Theater. Es bietet im Erdgeschoss einen Bühnenraum mit 200 Plätzen, ein Foyer und Technikräume. Betrieben wird das Capitol von der Arbeitnehmerkammer Bremen.

## Arbeitnehmerkammer Bremen kulturell
Die Satzung der Arbeitnehmerkammer Bremen enthält auch einen Auftrag zur politischen Bildung. Daraus entstand die Idee, ihn auch in kultureller Weise umzusetzen. Deshalb bietet die Arbeitnehmerkammer seit 1988, im umgebauten Capitol seit 1993, ein umfangreiches Gastspielprogramm mit bekannten Künstlerinnen und Künstlern aus den Bereichen Kabarett, Satire, Comedy und politisches Theater an. Die beliebte Veranstaltungsreihe Satirica hat dem Capitol den Spitznamen „Satire-Tempel“ eingebracht. In der Reihe „tekst“ finden Lesungen statt. 
Das Haus in der Hafenstraße wurde für diese Zwecke ab 1991 im Inneren völlig neu gestaltet. Lediglich die historische Fassade blieb erhalten. 
Das Gastspielprogramm wird zweimal jährlich zu Beginn der Spielzeiten veröffentlicht. Der Spielplan umfasst etwa 30 Vorstellungen im Jahr. Mitglieder der Arbeitnehmerkammer zahlen für die Vorstellungen einen ermäßigten Eintrittspreis.

## Geschichte des Gebäudes

Gebäude und Park um 1900

1869 wurde in der Provinzial-Zeitung für ein Lokal mit Kegelbahnen im Gebäude Hafenstraße 45 in Lehe geworben. Das Gebäude und der dahinterliegende Park trug den Namen Englischer Garten. 1914 erfolgte wegen des Krieges mit England die Umbenennung in Kaisergarten und nach der Novemberrevolution 1918 in Deutscher Garten. 
1924 war ein großer Teil des in der Bevölkerung immer noch Englischer Garten genannten Geländes an die Stadt Lehe verkauft worden. Sie machte daraus den Leher Stadtgarten, der 1926 eröffnet wurde. Nach der Vereinigung von Lehe und Geestemünde zu Wesermünde im Jahr 1924 bekamen die Gebäude der Hafenstraße – ausgehend vom Freigebiet stadtauswärts – neue Hausnummern. Das heutige Capitol erhielt die Hausnummer 156.
Von 1927 bis 1945 und von 1951 bis 1980 war im Gebäude das Kino Capitol ansässig. Es verfügte über 807 Plätze, die 1979 auf 460 reduziert wurden. Am 31. Juli 1980 fand die letzte Vorführung statt. In der Folge nutzten bis zum Beginn der Umbaumaßnahmen eine Tanzschule und eine Diskothek die Räumlichkeiten.

## Hausnachbarn
Ebenfalls 1993 zog der Bürgerrundfunk Bremerhaven in die erste Etage des umgebauten Gebäudes. Er ist seit 2008 Teil von Radio Weser.TV und nutzt für Fernsehaufzeichnungen auch die Räumlichkeiten des Capitol. 